# 木村玉之助
木村玉之助（きむら たまのすけ）は、大相撲の元立行司（1951年まで）、元副立行司（1951年から1960年）の名前である。

## 解説
もとは大坂相撲の立行司の名跡であった。1786年（天明6年）8月に初代木村槌之助が玉之助（初代）に改名（槌之助は6代続き、6代槌之助が5代玉之助を襲名している）し、「木村玉之助」の名義が誕生した。初代は江戸相撲の本場所にも出場したこともある上方の名行司として知られ、京都の一条家より異例の行司免許を受けている。
1897年には伊勢神理教から大関八陣の横綱免許とともに6代が七色総格免許を受けている。
8代（初代木村正直）は名人といわれ、のちに「玉之助という名は、代々終わりがよくない」として木村越後に改名した。10代が勤めていた1927年に東京の相撲協会と合併し、庄之助、伊之助に次ぐ第3位の立行司となった。10代は玉之助のまま引退したが、11代と12代はその後、伊之助を経て庄之助を襲名した。
13代は前名木村玉二郎であるが、歴代の木村玉治郎（玉次郎）とは別系で、1951年5月場所に副立行司制が導入されると同時に、それに降格された。同場所には三役格の8代木村庄三郎（翌9月場所に19代式守伊之助に昇格）が、翌9月場所には三役格の2代木村正直（のち23代木村庄之助）が副立行司に昇格している。
1960年1月場所で行司の停年（定年）制実施時に副立行司も廃止され、前年（1959年）11月場所限りで13代が停年退職したのを最後に、現在まで玉之助を襲名する行司はなく、名跡は事実上途絶えている。
木村玉之助は式守伊之助と同様に菊綴・房は紫白で、短刀・印籠・足袋・草履を着用する。

## 大坂相撲の立行司
立行司の名義は木村玉之助のみで明治・大正期には木村清兼、木村正直、岩井相馬、木村清之助などが立行司格の地位、待遇となっている。

## 歴代
- 10代木村玉之助
- 11代木村玉之助　→21代木村庄之助
- 12代木村玉之助　→22代木村庄之助
- 13代木村玉之助